# جون ادمون
جون ادمون هو مغني وملحن (وحمل سابقاً جنسية رودسيا)، ولد في 18 نوفمبر 1936 في لوانشيا في زامبيا.

## وصلات خارجية
- جون ادمون على موقع ميوزك برينز (الإنجليزية)
- جون ادمون على موقع ديسكوغز (الإنجليزية)